# NGC 7013
NGC 7013 is een spiraalvormig sterrenstelsel in het sterrenbeeld Zwaan. Het hemelobject werd op 17 juli 1784 ontdekt door de Duits-Britse astronoom William Herschel.

## Synoniemen
- UGC 11670
- MCG 5-49-1
- ZWG 491.2
- IRAS 21014+2941
- PGC 66003